# Arwid Lund

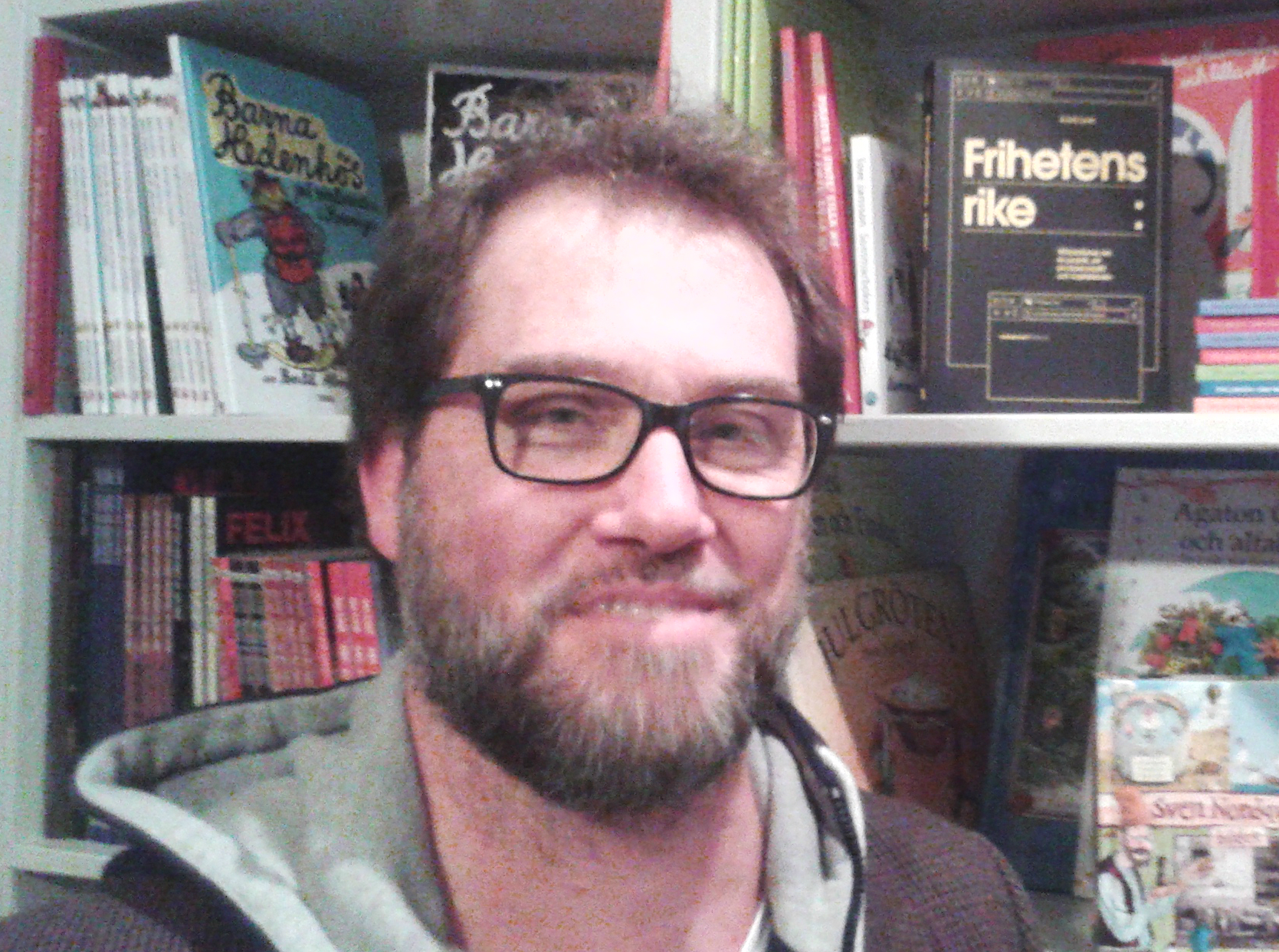
Arwid Lund 2015

John Arvid Torbjörn Lund (* 26. Oktober 1968 in Gävle Staffans församling) ist ein Schwedischer Bibliotheks- und Informationswissenschaftler. 
Lund promovierte 2015 in Bibliotheks- und Informationswissenschaften an der Universität Uppsala mit einer Arbeit über Wikipedianer: Frihetens rike: Wikipedianer om sin praktik, sitt produktionssätt och kapitalismen (auf Deutsch ungefähr: Das Reich der Freiheit: Wikipedianer über ihre Praktiken, ihre Produktionsweise und den Kapitalismus). Seine Bücher wurden unter anderem vom Svenska Dagbladet und vom Aftonbladet rezensiert. Er lehrt an der Hochschule Södertörn.
Lund „prägt die Begriffe Spielwerktätigkeit (Playwork: eine Aktivität, bei der das Spiel dominiert) und Werktätigkeitsspiel (Workplay: ein Spiel, das Gebrauchswerte schafft) zur Charakterisierung typischer Wikipedia-Aktivitäten“. Sein Buch Wikipedia, Work and Capitalism (2017) wurde von der Wikipedia-Community rezipiert.

## Schriften
- Revo!: tankar om den frihetliga socialismen och revolutionen. ISBN 91-86474-30-8.
- Albert Jensen och revolutionen: syndikalismens revolutionära idéer 1900-1950. ISBN 91-86474-37-5.
- Myllrets revolt: sociala rörelser i Latinamerika. ISBN 91-86474-39-1.
- Frihetens rike: Wikipedianer om sin praktik, sitt produktionssätt och kapitalismen. ISBN 978-91-88203-09-0 (Volltext).
- Wikipedia, Work and Capitalism: A Realm of Freedom? Springer Nature/Palgrave Macmillan, Cham 2017, ISBN 978-3-319-50690-6.
- Mit Mariano Zukerfeld: Corporate Capitalism’s Use of Openness: Profit for Free? Springer Nature/Palgrave Macmillan, Cham 2020, ISBN 978-3-03028219-6.